# حراقة (السياني)

تعديل مصدري - تعديل

حراقة محلة تابعة لقرية جناد، التابعة لعزلة النقيلين بمديرية السياني إحدى مديريات محافظة إب في الجمهورية اليمنية.، بلغ تعداد سكانها 94 حسب تعداد اليمن لعام 2004.